# GE E60
A GE E60 sorozat egy amerikai C-C tengelyelrendezésű tehervonati villamosmozdony-sorozat. 1972 és 1976 között, majd 1982 és 1983 között gyártotta a General Electric. Összesen 73 db mozdony készült, négy különböző változatban: E60C, E60CP, E60CH, és E60C-2.

## E60C
A hat db E60C változat a Black Mesa and Lake Powell Railroad (BM&LP) számára készült 1972 és 1976 között. A Black Mesa szénbánya és a Navajo Generating Station erőmű közötti 78 mérföldes vasútvonalon közlekednek Arizona államban a szénszállító tehervonatok elején. A mozdonyok pályaszáma 6000-től 6005-ig terjed, és csak egy vezetőállásuk és egy áramszedőjük van. A vasútvonal 50 kV 25 Hz-cel, felsővezetékkel van villamosítva.

## E60CP és E60CH
Az E60CP és az E60CH változat az Amtrak számára készült 1974 és 1976 között.

## Üzemeltetők
- Black Mesa & Lake Powell
- Amtrak
- New Jersey Transit
- Navajo Mine Railroad
- Ferrocarriles Nacionales de México
- Texas Utilities
- Deseret-Western Railway